# Sąsiedztwo von Neumanna
|  |  |  |
|  |  |  |
|  |  |  |

Sąsiedztwo von Neumanna lub otoczenie von Neumanna – zbiór czterech komórek automatu komórkowego, które graniczą z komórką centralną krawędziami. Centralna komórka nie należy do sąsiedztwa.